# رطبة الأنف

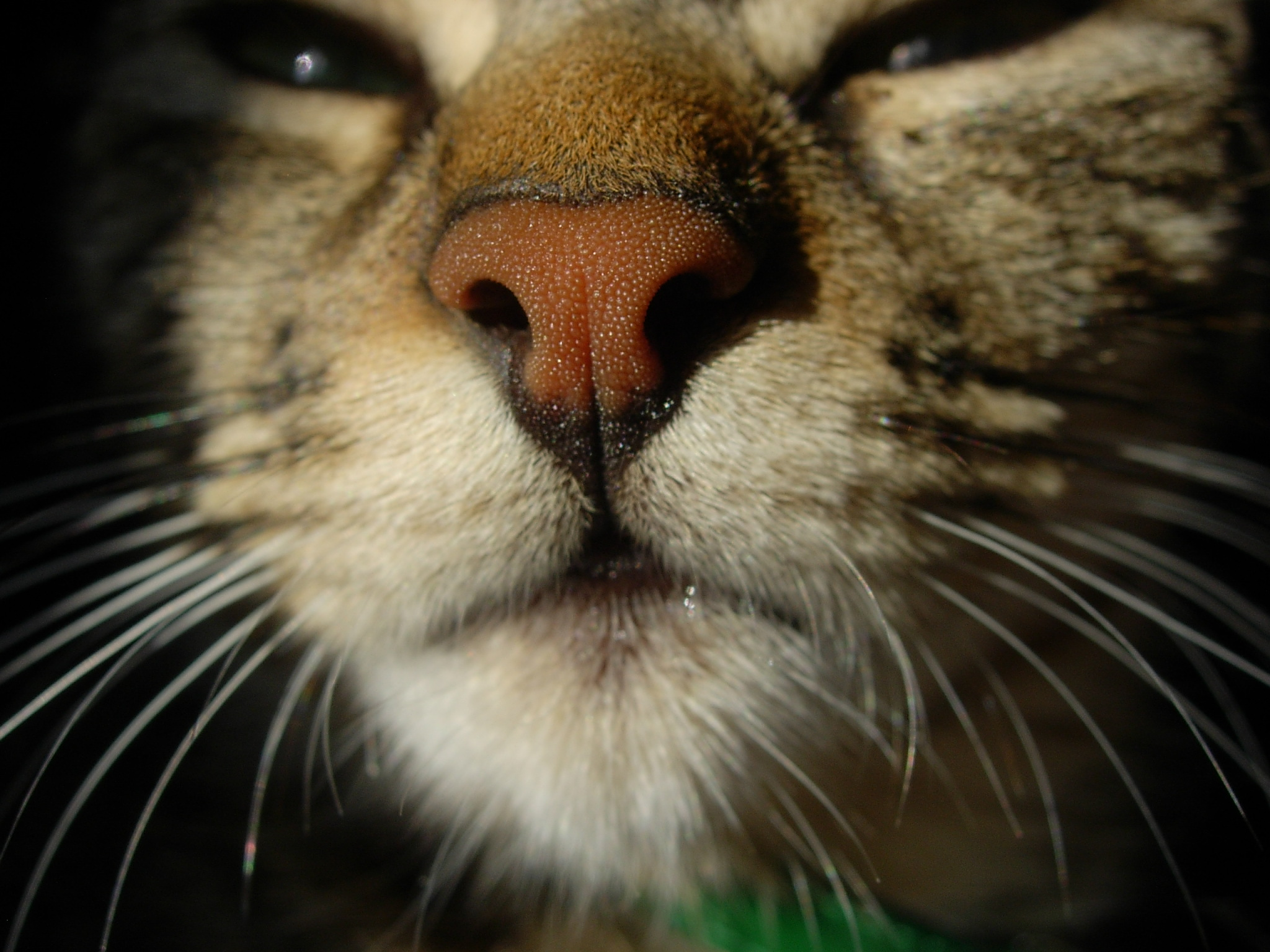
الأنوف الرطبة موجودة في الثدييات مثل القط

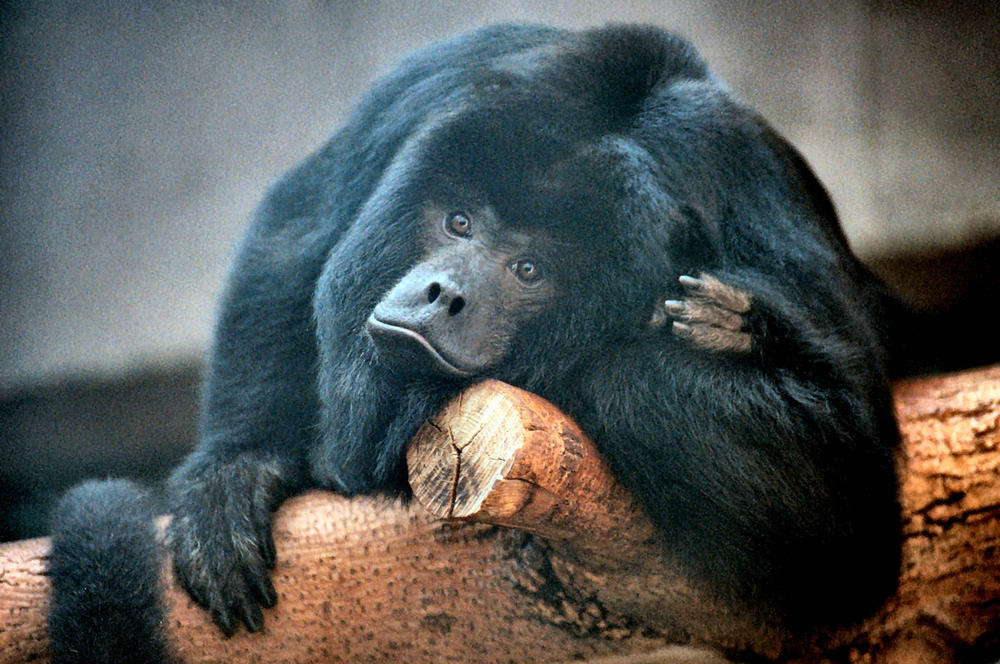
السعادين العواءة هي مثال على بسيطات الأنف

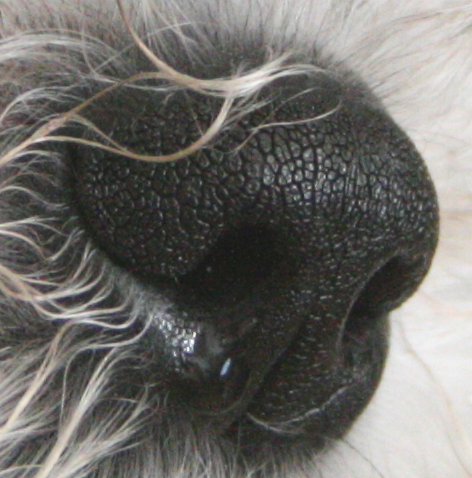
الكلاب لديها أنوف رطبة أيضا. هنا الثغرات مرئية.

رطبة الأنف (باللاتينية: Rhinarium) (من اللاتينية الجديدة وتعني «الانتماء إلى الأنف») هو خاصية المنخر الرطب والعاري السطح من الأنف في معظم الثدييات.
في الاستخدام الفعلي العلمي تسمى عادة بأنها «الخطم الرطب» أو «الأنف الرطب» بسبب المظهر الرطب واللامع. الأخدود في وسط ذلك والذي يصل إلى الفم يسمى النثرة.